# Бенаски, Джованни Баттиста
Джованни Баттиста Бенаски (итал. Giovanni Battista Benaschi, Beinaschi, Benasca; 1636, Фоссано, Пьемонт — 28 сентября 1688, Неаполь) — итальянский живописец и гравёр. Работал в переходном стиле от маньеризма к барокко.

## Жизнь и творчество
Джованни Баттиста родился в Фоссано, провинция Кунео в Пьемонте. После начального ученичества в Турине у некоего «Монсу Спирито», Бенаски около 1650 года переехал в Рим, был учеником Пьетро даль По.
В ранних произведениях Джованни Бенаски показал заметное влияние барочной живописи Джованни Ланфранко, хотя он не мог учиться у этого мастера, так как Ланфранко умер в 1647 году. Его влияние сохранилось, но обогатилось новыми идеями во время пребывания Бенаски в Неаполе около 1664 года, где он писал фрески в церкви Сан-Никола алла Догана (Святого Николая у таможни).
Как и многие другие художники его времени, Бенаски черпал вдохновение во фресках так называемой Галереи Фарнезе работы болонцa Аннибале Карраччи в сотрудничестве с братом Агостино и учениками Джованни Ланфранко и Доменикино (1595—1603), в картинах для церкви Сан-Карло-де-Катинари и в работах этих же художников в церкви Сант-Андреа-делла-Валле. Некоторые другие работы, выполненные для частных лиц и в настоящее время не прослеживаемые, упоминаются в «Жизнеописаниях» Лионе Пасколи.
В Неаполе он создал несколько фресок, например, в церкви Санта-Мария-ин-Портико и куполе церкви Санти-Апостоли. На склоне лет Джованни Баттиста Бенаски удалился в монастырь Санта-Мария-делле-Грацие в Капонаполи (Неаполь), где украсил церковь обширным циклом фресок, выполненных с помощью Орацио Фреццы и Джузеппе Кастеллано и изображающих эпизоды из жизни Христа и Девы Марии. Во время болезни в этом же монастыре он скончался 28 сентября 1688 года.
У художника была дочь Анджела, родившаяся в Турине в 1666 году и умершая в Риме в 1746 году, тоже художница, которую современники — и особенно Пасколи — ценили как портретистку; однако ни одна из её работ не известна. Среди учеников Бенаски был живописец Орацио Фрецца.

## Галерея

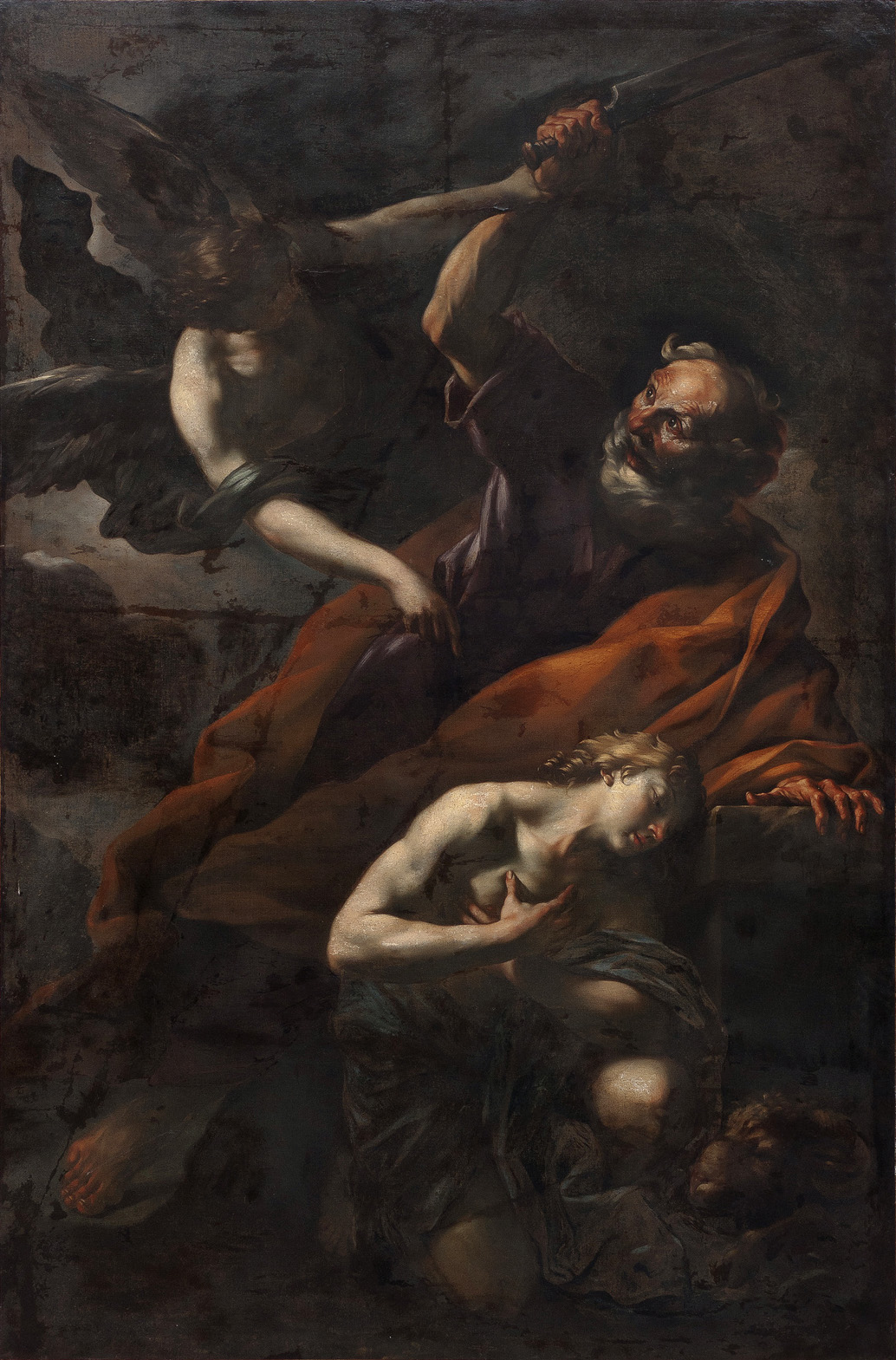
Жертвоприношение Авраама. Между 1839 и 1898 гг. Холст, масло. Музей изящных искусств, Брест, Франция
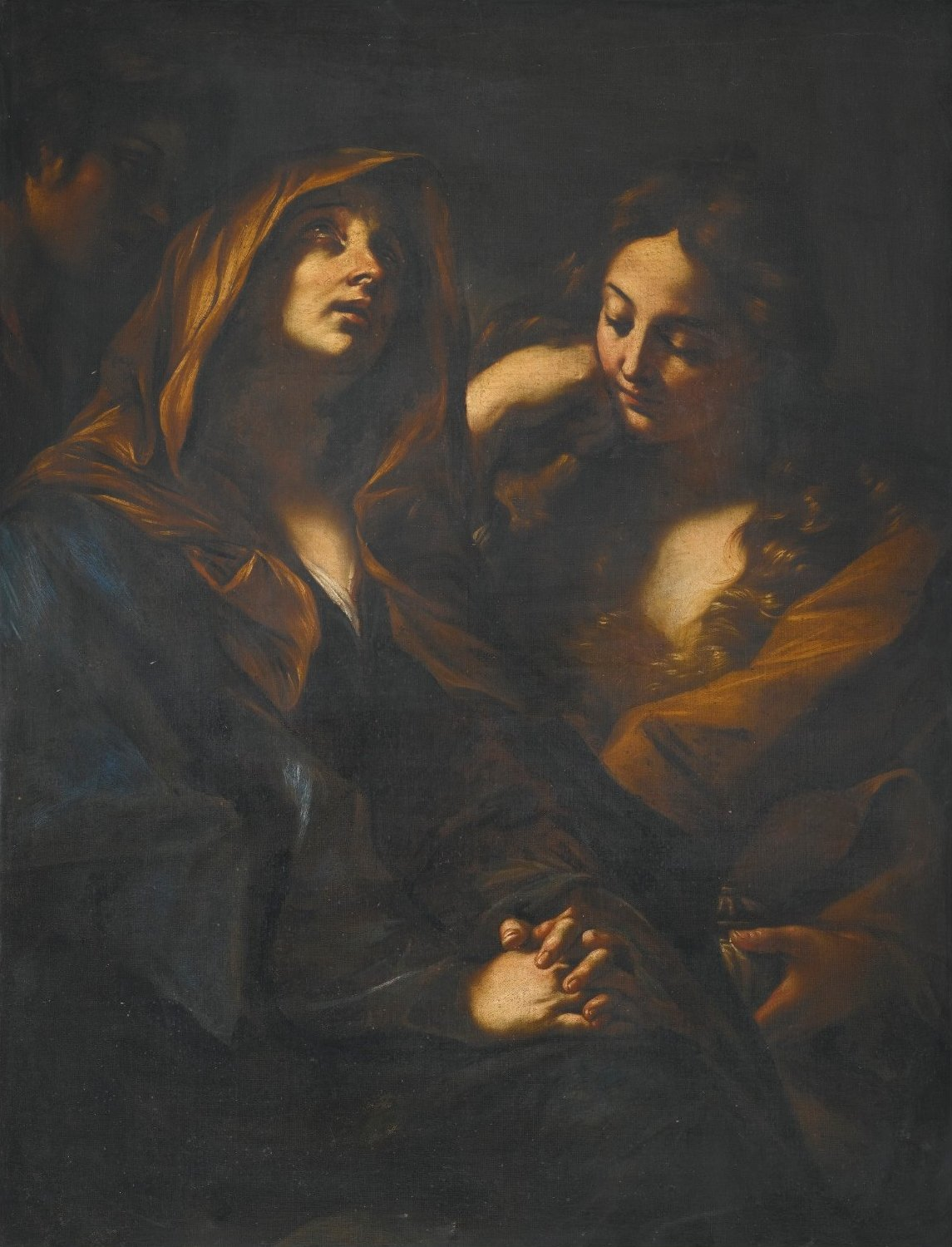
Две Марии с Иоанном Евангелистом. Холст, масло. Частное собрание
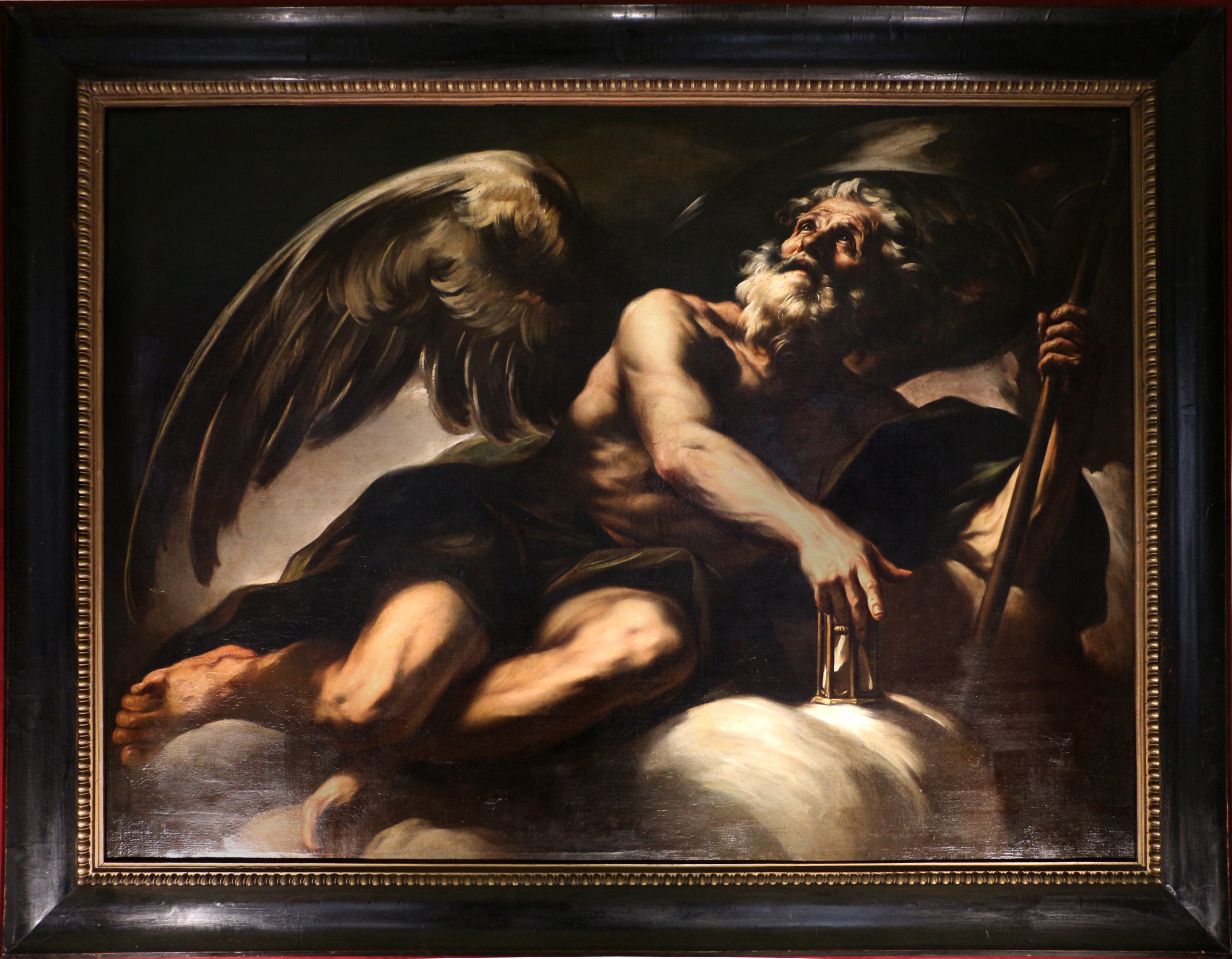
Аллегория времени. 1675-1680. Холст, масло. Палаццо Буонаккорси, Мачерата (Марке)
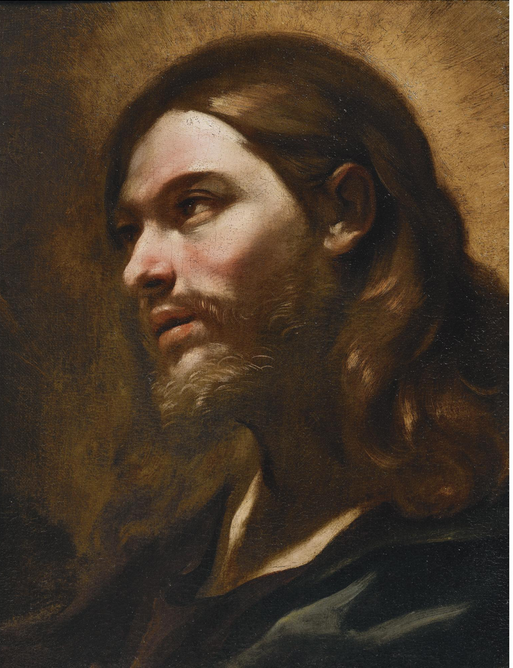
Голова Христа. Холст, масло (переведено с дерева)